# تور هوپ آن د استیج
تور هوپ آن د استیج (انگلیسی: Hope on the Stage Tour) نخستین تور کنسرت جهانی جی-هوپ، رپر اهل کره جنوبی و عضو گروه بی‌تی‌اس است که در حمایت از نخستین آلبوم استودیویی او جک این د باکس (۲۰۲۲) و آلبوم چندآهنگهٔ هوپ آن د استریت جلد ۱ (۲۰۲۴) برگزار می‌شود. این تور در ۲۸ فوریه ۲۰۲۵ در سئول، کره جنوبی آغاز شد و در ۱۴ ژوئن ۲۰۲۵ در اوساکا، ژاپن به پایان خواهد رسید.